# 10825 Augusthermann
10825 Augusthermann eller 1993 SF4 är en asteroid i huvudbältet som upptäcktes den 18 september 1993 av den tyske astronomen Freimut Börngen vid Tautenburg-observatoriet. Den är uppkallad efter den tyske teologen August Hermann Francke.
Asteroiden har en diameter på ungefär 3 kilometer.